# Mehmet Eren Boyraz
 (septembre 2008).
Si vous disposez d'ouvrages ou d'articles de référence ou si vous connaissez des sites web de qualité traitant du thème abordé ici, merci de compléter l'article en donnant les références utiles à sa vérifiabilité et en les liant à la section « Notes et références ».
Mehmet Eren Boyraz, né le 11 octobre 1981 en Turquie, est un footballeur turc. 

## Biographie
Il joue actuellement pour le club turc de Kayseri Erciyesspor en championnat turc. Il jouait auparavant à Antalyaspor.